# Гавриловка (Изяславский район)
Гаври́ловка (укр. Гаврилівка), до 2016 года — Улья́новка (укр. Улянівка) — село в Изяславском районе Хмельницкой области Украины.
Население по переписи 2001 года составляло 179 человек. Почтовый индекс — 30320. Телефонный код — 3852. Занимает площадь 0,531 км². Код КОАТУУ — 6822185102.

## Местный совет
30320, Хмельницкая обл., Изяславский р-н, с. Плужное, ул. Бортника, 7